# پاک‌کن خاطره بد
پاک‌کن خاطرهٔ بد (انگلیسی: Bad Memory Eraser; کره‌ای: 나쁜 기억 지우개) یک مجموعه تلویزیونی محصول کره جنوبی به نویسندگی جونگ اون یونگ، به کارگردانی یون جی هون و کیم نا یونگ و با بازی کیم جه جونگ، جین سه یون، لی جونگ وون و یانگ هه جی است. این مجموعه از ۲ اوت ۲۰۲۴، روزهای جمعه و شنبه ساعت ۲۱:۴۰ (کی‌اس‌تی) از ام‌بی‌ان پخش شد. این مجموعه همچنین برای استریم در ویکی در مناطق منتخب قابل دسترسی است.

## بازیگران

### اصلی
- کیم جه جونگ در نقش لی گون[۴]
- جین سه یون در نقش کیونگ جو یون[۵]
- لی جونگ وون در نقش لی شین[۶]
- یانگ هه جی در نقش سه یان[۷]

### مکمل
- جانگ یی سو در نقش نام جین[۸]
- کیم کوانگ کیو در نقش هان دونگ چیل[۹]
- جونگ جو هیون[۱۰]